# Delacon
Delacon Biotechnik GesmbH je rakouská mezinárodní společnost působící v oblasti výroby krmných aditiv. Vyrábí a prodává krmná aditiva, provádí a aplikuje zemědělský výzkum a nabízí konzultace a testovací služby v oblasti snížení produkce amoniaku a optimalizace krmné dávky. Společnost začala s vývojem rostlinných krmných aditiv v roce 1980 a je největším světovým producentem a distributorem. Delacon v současné době působí ve 35 zemích po celém světě, provozuje testovací a výzkumnou stanici a provádí výzkum ve střediskách v Evropské unii.

## Regulační záležitosti
Evropská unie oznámila 15. ledna 2012 registraci nového výrobku jako schváleného zootechnického krmného aditiva pro odstavená telata. Tato regulační kategorie je omezena pro výrobky, jejichž účinky jsou testovány a dokázány skrz náročné bezpečnostní, kvalitativní a účinnostní hodnocení prováděného organizacemi jako European Food Safety Authority, European Union Reference Laboratory, evropskou komisí a 27 členskými státy EU. Výrobek je první rostlinný produkt na světě, který splňuje výkonnostní standardy dané regulacemi Evropské unie.

## Inovace a výzkum
Výzkumníci Delaconu vyvinuli novou třídu rostlinných krmných aditiv v devadesátých letech minulého století, zakládajících tak výrobní standard. Delacon současně provádí a aplikuje výzkum na živých zvířatech ve výzkumných střediskách po celém světě. Výzkum se zaměřuje na redukci emisí plynů jako je čpavek, metan a sirovodíku; hodnocení krmných postupů; zlepšování produkce a ekonomiky a zlepšování podmínek v chovu zvířat. K naplnění vzrůstajících interních a externích požadavků na podmínky chovu Delacon vybudoval testovací stanici se živými zvířaty. Stanice byla otevřena v roce 2011 a zahrnuje automatické a sterilní pokoje, výkrmny pro brojlery, prostory pro nosnice, klimatické komory a laboratoř. Středisko je momentálně rozšiřováno o prostory pro ošetřování, výkrm a chov prasnic. Hlavní zaměření stanice je na hodnocení nových rostlinných substancí, aplikace výrobků a zlepšení výstupních výsledků (se zaměřením na trávení a zlepšení růstu, prevenci nemocí a redukce vlivu chovu na životní prostředí). Výzkumné středisko se nachází ve Stošíkovicích, další stanice jsou pak v Linzi a Šumperku. Další testovací studie Delaconu probíhají na universitách po celém světě.